# Droga wojewódzka 167
Die Droga wojewódzka 167 (DW 167) ist eine polnische Woiwodschaftsstraße, die innerhalb der Woiwodschaft Westpommern verläuft. In Nord-Süd-Richtung verbindet sie die Stadt Koszalin (Köslin) mit den Gemeinden Świeszyno (Schwessin) und Tychowo (Groß Tychow) und der Stadt Połczyn-Zdrój (Bad Polzin), vor deren Toren sie an der DW 172 endet.
Die DW 167 durchzieht die Kreise Koszalin (Köslin), Białogard (Belgard) und Świdwin (Schivelbein) und stellt ein Bindeglied dar zwischen den beiden Landesstraßen DK 6 (= Europastraße 28) (Stettin – Danzig) und DK 11 (Kołobrzeg (Kolberg) – Bytom (Beuthen (Oberschlesien))) und den Woiwodschaftsstraßen DW 206 (Koszalin – Miastko (Rummelsburg (Pommern))), DW 168 (Niedalino (Nedlin) – Drzewiany (Drawehn)), DW 169 (Byszyno (Boissin) – Głodowa (Goldbeck)) und DW 172 (Połczyn-Zdrój (Bad Polzin) – Szczecinek (Neustettin)).
Die Gesamtlänge der DW 167 beträgt 50 Kilometer.

## Straßenverlauf
Woiwodschaft Westpommern:
Grodzki Koszalin (Stadtbezirk Köslin):
- Koszalin (Köslin)
  - Koszalin-Centrum (→ DK 6 (= Europastraße 28), DK 11 und DW 206)
  - Koszalin-Sarzyno (Zarren)

Powiat Koszaliński (Kreis Köslin):
- Konikowo (Konikow)
- Świeszyno (Schwessin)
- Strzekęcino (Streckenthin)
- Niedalino (Nedlin) (→DW 168)

~ Chotla (Kautel) ~
Powiat Białogardzki (Kreis Belgard):
- Słonino (Schlennin)

X Kleinbahnstrecke Białogard (Belgard) – Świelino (Schwellin) (ehemals Köslin–Belgarder Bahnen) X
- Bukówko (Neu Buckow)
- Tychowo (Groß Tychow) (→ DW 169)

X Staatsbahnlinie Nr. 404: Kołobrzeg (Kolberg) – Białogard – Szczecinek (Neustettin) X
~ Liśnica (Leitznitz) ~
- Krosinko (Klein Krössin)
- Sadkowo (Zadtkow)

~ Parsęta (Persante) ~
- Stare Dębno (Damen)

Powiat Świdwiński (Kreis Schivelbein):
- Zaborze (Waldhof)
- Ogartowo (Jagertow) (→ DW 172)